# 994. grenadirski polk (Wehrmacht)
994. grenadirski polk (izvirno nemško 994. Grenadier-Regiment; kratica 994. GR) je bil pehotni polk Heera v času druge svetovne vojne.

## Zgodovina
Polk je bil ustanovljen 5. januarja 1944 za 278. pehotno divizijo.